# Festigny (Marna)
Festigny è un comune francese di 398 abitanti situato nel dipartimento della Marna nella regione del Grand Est.

## Società

### Evoluzione demografica
Abitanti censiti